# 第一次尼西亞公會議

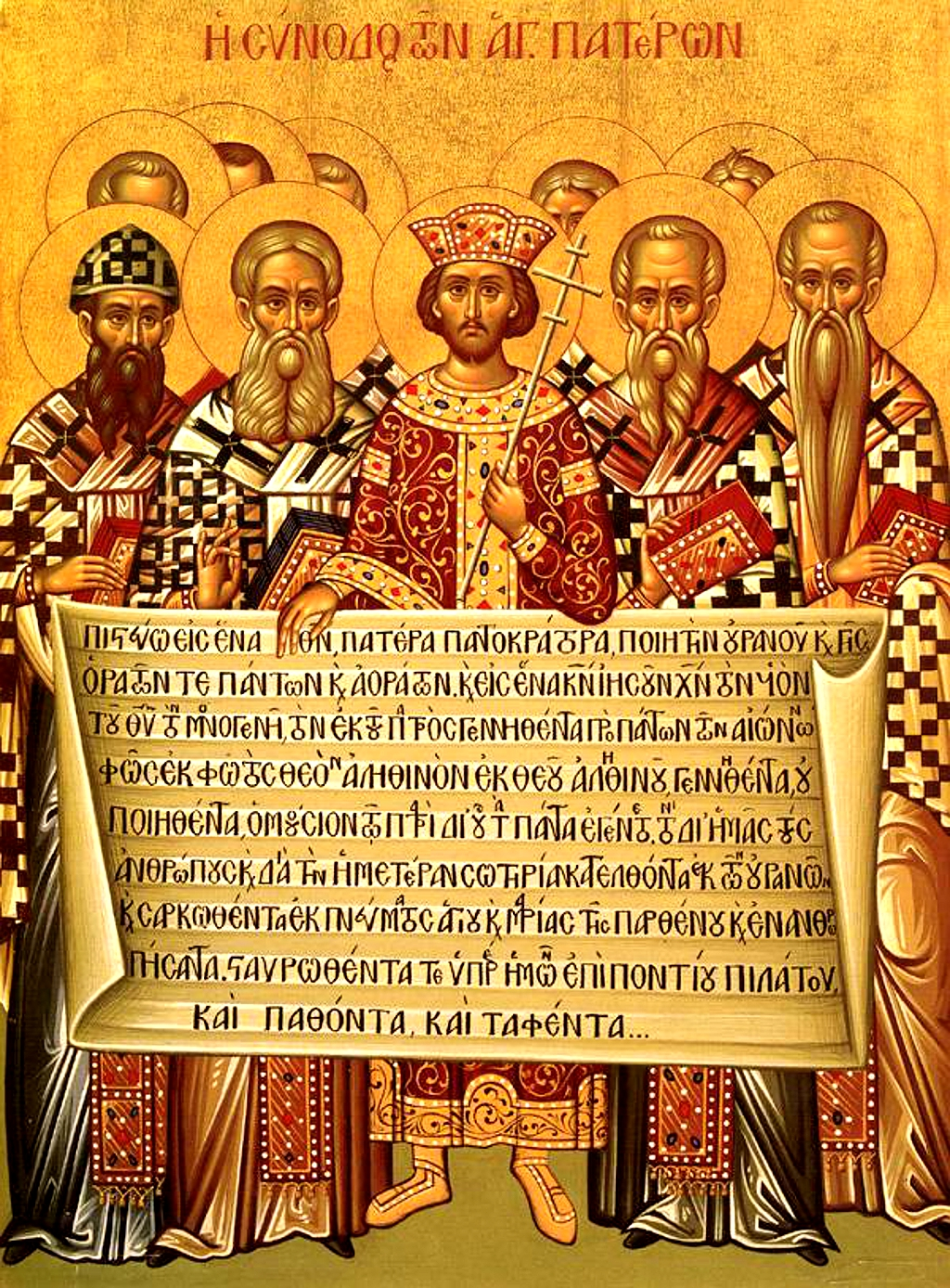
尼西亚公会议圣像，君士坦丁大帝和主教们手持信经

第一次尼西亞公會議（或稱第一尼西亞會議）是325年，君士坦丁大帝號召在拜占庭尼西亞（今土耳其布爾薩省伊茲尼克）召開的基督教大公會議。此會議乃基督教歷史第一次的歐洲世界性主教會議，確立了一些影響深遠的宗教法規和現今基督教會普遍接納的傳統教義。在基督教被國教化過程中，會議亦為關鍵之一。然而君士坦丁一世在會議之後卻轉向亞流派，對支持《尼西亞會議》結果的派系造成打壓。

## 歷史
第一次尼西亞會議由羅馬皇帝君士坦丁一世召集召開，按羅馬元老院的形式組織大會的進行。君士坦丁一世身穿耀眼的金邊紫袍進場，恭敬地坐在主教們後，作為會議的觀察員。
凱撒利亞主教，也是知名的教會史家游社博在會議開始時，宣讀會議祝辭。亞歷山大宗主教亞歷山大一世與西班牙的奧塞思先後主持了會議的討論。羅馬教宗亦委派兩位教士出席會議。
會議主要是解決亞歷山大港教會中，耶穌與天父關係理解上的分歧：耶穌當然與天父同質，不只類似。亞歷山大教會內一方的主教認為耶穌與天父同質，另一方則認為耶穌與天父類似。君士坦丁一世在議期間，曾多次出席會議。最後，何西烏建議以凱撒利亞主教游社博所提出的《尼西亞信經》為基礎，並採用了關鍵性字詞──「聖子與聖父同質」。尼西亞會議的決議否定了耶穌次於天父的從屬論觀點（在估計的250–318所有參加者中，最後只有兩人反对公会议的决定，坚定支持亞流派，这两人后来跟亞流一起被流放到伊利里亚）。信經在皇帝君士坦丁一世見證下確認透過，定為正統的教義標準，否定教義者被定為異端。會議同時制定了20條教會法規，擴大正統派主教的權力，並對羅馬帝國全境教會具強制性約束力。
會議中，出席者在基督教逾越節（非現今之復活節）的日期上達成了一致意見，決定在春分後的、第一滿月後的、第一個星期天為節慶，獨立於《聖經》中的希伯來曆。會議還授權亞歷山大主教（推測可能是按亞歷山大日曆）每年向其他的主教宣佈確切的日期。

## 出席者
君士坦丁一世於當時邀请了所有的1800名教会的主教（有1000位在东方，800位在西方），但最后只有250-320左右的人能與會。根据参加会议的游社博、亚他那修和尤斯坦修斯统计，人数是250人、318人和270人不等。根据后来希腊教会史学家苏格拉提塞士的紀錄，人数超过300人，而另外四項纪录则是318人。
多數參與本次會議的是來自东方的主教，在其中有三位總主教。在与会者中，有曾受迫害的教父、一位是以前的隐士，有一位牧羊人主教，另外還有來自於国外的主教。在说拉丁语的西方省份中，有五位代表與會。与会者的旅行和膳食是免费的，但与会者不是单独旅程，每个都许可带两个教士和三个执事，所以与会总人数可能超过1500人。游社博提到有數不清的教士、执事或助理參與。

## 议题
1. 有关亞流主義的问题
2. 逾越节（复活节）的庆祝
3. 米勒修斯分裂主义
4. 圣父和圣子在目的與位格上同一
5. 异端的洗礼
6. 在理吉纽统治下的迫害中损失情况

## 後續及影響
第一次尼西亞公會議對基督教具有重大歷史性意義，因這是第一次通過用基督徒代表集會形式取得共同意見，也是基督學（基督教神學的一個分支）發展的第一個起因。無論在教會及三位一體的教義發展方面，第一次尼西亞公會議對其後基督教發展影響長遠重大。
通過皇帝的權力召集教會的主教們聚在一起，是主教代表首次聚在一起聯合同意的基督教教義聲明，也是首次由皇帝運用國家機器影響主教會議的方式。這就是所謂「君士坦丁轉換」，即教會與政權連結在一起，這至今仍然引發許多辯論。美國生活科學網站將尼西亞會議評為改變人類歷史十大事件之一，當中描述「由君士坦丁來召集和主持會議，標誌著皇權對教會有了一定限度的控制。而《尼西亞信經》的產生，為後來的一些大會開創了制定信經和正典的先例，為教義的正統性和為整個基督教國家的合一提供了指導綱領。」
然而在短期內，第一次尼西亞公會議並未有完全解決當初召開的核心問題。《尼西亞信經》的反對者──亞流和米勒修斯，不久後就重新得到了幾乎所失去的權力。在西元4世紀剩餘的時間之中，亞流派繼續傳播並導致教會分裂。而幾乎是立即地，尤士比尤斯運用其在法院的影響力，使君士坦丁偏向正統的尼西米會議主教。尤斯坦修斯在330年被流放，愛森那塞修斯雖繼承了亞歷山大主教位置，但在335年第一次泰耳會議後被免職。而亞流則回到了君士坦丁堡，重新被接納入教會，不久便去世。君士坦丁一世也在次年駕崩，臨終前受洗皈依亞流派。

## 文化参考
丹·布朗的知名小說《達文西密碼》曾對第一次尼西亞公會議有負面评价。透過小说人物李伊·提賓爵士（Sir Leigh Teabing）与蘇菲·納佛（Sohpie Neveu）的关键对话，该小说声称：「直到那时，耶稣被他的跟随者认为是一个人的先知⋯⋯一个伟大而有力量的人，但也就是一个人。他的『神的儿子』的建立是由尼西亞公會議正式提议和表决的。」小说声称耶稣的神性是尼西亞公會議的表决结果，而是“相对来说，一个接近的投票结果。當中也提及君士坦丁一世召集和影响是次投票，以穩定其权力。
現實中，多數历史学家接受的观点是，君士坦丁一世的确召集了尼西亞会议来澄清有关耶稣的一些不同观点，但在大会中没有任何的投票表决。有的只是一些讨论来形成《尼西亞信经》，然后由几百名与会者签名，除了只有两人没有签以外，其他的人都签了名。而围绕该段历史所产生的争议却涌现在一些書籍、电视纪录片和教会声明等。而且尼西亞會議的二派皆是在耶穌為神之子的基礎上進行辯論的，兩派都並未質疑耶穌是神之子，今日有些書籍或影藝作品有誤解。

## 外部連結
- 《尼西亞會議法規》 （页面存档备份，存于）（英文版），亞洲路德宗神學院